# Aegialites longicornis
Aegialites longicornis és una espècie de coleòpter de la família Salpingidae. Es troba a California (EUA).